# Axel Kuschevatzky
Axel Kuschevatzky (Buenos Aires, 28 de octubre de 1972) es un productor cinematográfico, guionista y periodista argentino especializado en cine. Entre sus mayores éxitos se encuentran las películas El secreto de sus ojos, de Juan José Campanella, en la que participó como productor asociado, Relatos salvajes, de Damian Szifrón como coproductor y Argentina, 1985, de Santiago Mitre, como productor. Ha producido más de 95 largometrajes en países como Argentina, España, Inglaterra, Francia, México, Canadá, Chile, Colombia y Brasil. Desde 2009 hasta 2023 participó en ocho de las películas argentinas seleccionadas para los premios Oscars, incluyendo El secreto de sus ojos (ganadora), Relatos Salvajes y Argentina, 1985 (nominadas). Participó en diez de las veinte películas argentinas más taquilleras del siglo XXI, trabajando además en las cinco más vistas.
Fue jefe de desarrollo y producción de cine de Telefe, la mayor coproductora de cine de la Argentina, Telefonica Studios y Viacom. En 2019 lanzó una productora independiente, Infinity Hill.
Es miembro de la Academia Estadounidense de Artes y Ciencias Cinematográficas y de las academias de cine de Argentina y España

## Biografía

### Comienzos
Axel Kuschevatzky nació en el barrio de Almagro de la Ciudad de Buenos Aires en octubre de 1972. Es hijo de una psicóloga y de un médico, que también es músico. Estudió redacción Publicitaria y entró a la televisión siendo un adolescente cuando respondió sobre Cine de Terror en un reconocido programa argentino de preguntas y premios. Más tarde participaría del ciclo de TV Atorrantes que salía por Canal 26.
Desde el año 1995 es codirector de la revista de cine La Cosa cine, un prominente magacín y comunidad web sobre cine y series de TV en castellano. Colaboró con los diarios Clarín, La Nación y El Cronista Comercial y las revistas Miradas, Veintitrés, RSVP, Madhouse, El Lápiz Japonés y Sex-Humor, entre otras.
A fines de 1997 comenzaría a conductir el programa Alucine por América TV, donde se presentaban informes sobre cine. También condujo Cinescape por CVN. 
Actuó en No seas cruel (1996) y Graciadió (1997), ambas dirigidas por Raúl Perrone.

### Década de 2000
Participó como actor en el cortometraje “Plan” (2000) y la película Ceibo y taba (2000), realizadas por Santiago Calori. Sus siguientes actuaciones fueron en Quién es Alejandro Chomski? (2002) junto a Emir Kusturica y Jim Jarmush y en el especial televisivo “"Manos libres - El caso del bebé de los Perales" (2005, dirigido por Carlos Sorín). Fue entrevistado en el documental "Biography - Adam West: Behind the Cowl” (2000) para la cadena norteamericana A&E.
En los siguientes años fue convocado habitualmente para conducir programas y ciclos en Telefe. En 2002 fue elegido para presentar la película Apasionados en un especial emitido por el canal de aire. 
En abril de 2003 empezó el programa de bloopers Nosotros también nos equivocamos. En noviembre de ese año comenzó a presentar películas de terror en el ciclo Terrormanía del mismo canal, que continuaría al año siguiente. También en 2003 fue el productor general para Telefé de Factor Miedo.
Desde 2004 ha sido el coconductor del "pre-show" de la entrega de los Oscar, para Turner Network Television (TNT). Esta transmisión es vista por más de 120 millones de personas en toda la región de Latinoamérica, desde Puerto Rico a Tierra del Fuego.
En 2004, fue coresponsable de los guiones de La Niñera, la primera sitcom realizada en Latinoamérica, coproducida por Sony y Telefé Contenidos, ganadora del premio Clarín a la mejor comedia televisiva de ese año. La serie tuvo una segunda temporada en 2005. En 2005 escribió la adaptación de Casados con hijos, también para Sony y Telefé. Fue ganadora del premio Martín Fierro como mejor comedia en 2005 y nominada ese mismo año en el mismo rubro a los premios Clarín. Ambas sitcoms fueron transmitidas por canales de Venezuela, España, Perú y Puerto Rico.
Entre 2004 y 2006 fue el conductor y asesor fílmico de “Telefé Cortos”, un concurso de cortometrajes donde los ganadores luego eran emitidos por el canal.
Condujo dos entregas de los premios Óscar para Canal 9. Realizó columnas de cine e informes en "América Noticias", "Telefé Noticias", "Zoo" (América TV), y "Maru a la Tarde" (Telefé), además de reportajes y programas especiales. Entrevistó a figuras como los directores Martin Scorsese, Woody Allen, Clint Eastwood, James Cameron, George Lucas, Sam Raimi, M. Night Shyamalan, John Woo y John Lasseter; a los actores y actrices Nicolas Cage, Christian Slater, Anthony Hopkins, Cate Blanchett, Joaquin Phoenix, Willem Dafoe, Kurt Russell, Ewan McGregor, Will Smith, Viggo Mortensen, Chris O´Donnell, Adam West, Martin Landau, Robin Williams, Danny DeVito, Edward Norton, Dustin Hoffman, Samuel Jackson, Liam Neeson, Hugh Jackman, Tom Hanks, Daniel Radcliffe, Rupert Grint, Emma Watson, Richard Harris, Sharon Stone, Hugh Grant, Sandra Bullock, Mark Wahlberg, Guy Pearce, Brad Pitt, George Clooney, Cameron Diaz, Drew Barrymore, Keanu Reeves, Sean Connery, Catherine Zeta-Jones y Matt Damon, entre muchísimos otros.
Fue productor asociado de “El secreto de sus ojos” (2009), el aclamado film de suspenso de Juan José Campanella que llevó a las salas a más de 2.500.000 de espectadores en la Argentina (la marca más alta en 35 años) y 1.000.000 en España. Fue ganador de un Óscar a la mejor película de habla no inglesa, dos premios Goya (Mejor Película Latinoamericana y Mejor Actriz Revelación para Soledad Villamil), trece premios Sur, cinco en el Festival de cine de La Habana, y nominaciones a los premios BAFTA (British Academy of Film and Television Arts) y BIFA (British Independent Film Awards). Fue distribuido en más de 36 países, logrando una recaudación mundial de 33 millones de dólares y siendo al primera película argentina en ser editada en Blu-Ray. Están en el puesto 135 entre las mejores 250 películas de la historia según los usuarios de IMDb.
Ese mismo año estrena otra película de la cual fue productor asociado, Las viudas de los jueves, el thriller dirigido por Marcelo Piñeyro basado en el best seller homónimo protagonizado por Pablo Echarri, Leonardo Sbaraglia y Ernesto Alterio. Fue la segunda película argentina más vista del año (por detrás de El secreto de sus ojos), con 538.881 espectadores.

### Década de 2010
En 2010 participa como productor asociado del film de animación digital “Plumíferos – Aventuras Voladoras” (2010), el primero del mundo realizado con software libre, con las voces de Luisana Lopilato y Mariano Martínez; y de la película de suspenso “Sin Retorno” protagonizada por Sbaraglia y Federico Luppi, ganadora de la Espiga de Oro en el festival de Valladolid.
Es miembro de la Academia de Cine de la Argentina desde abril de 2010. Fue jurado de los premios Emmy Internacionales en 2010. Además interpretó al Sr. Perkins en el doblaje Latinoamérica del film de animación Mi villano favorito (Despicable Me, 2010).
En radio fue columnista de "El León de la Metro", junto a Bebé Sanzo y Ronnie Arias, "La Cornisa" con Luis Majul, y "Cambio de Aire", junto a Román Lejtman.
Colaborador de los libros "Un Diccionario de Cine Argentino" y "Un Diccionario de Cine Argentino, Volumen 2", de Raúl Manrupe y María Alejandra Portela.
Además fue ganador del premio de periodismo TEA Estímulo, Jurado de Honor de los premios Clarín Cine, asesor fílmico de Telefé desde 2000, jurado del 3.er Festival Nacional de cine con vecinos de Saladillo y presidente del jurado de largometraje en el festival de cine Animado Expotoons 2010.
En 2011 fue productor de las películas “Fase 7” (ganador del mejor guion en el Festival de Sitges 2010) con Federico Luppi y coproducida por Steven Schneider (responsable de “Actividad Paranormal”); Un cuento chino de Sebastián Borenzstein con Ricardo Darín y Mi primera boda con Natalia Oreiro e Imanol Arias.
En 2012 coprodujo los largometrajes Todos tenemos un plan, protagonizado por Viggo Mortensen y Soledad Villamil y La suerte en tus manos, dirigido por Daniel Burman y protagonizado por Jorge Drexler y Valeria Bertuccelli.
En 2013 es nombrado responsable de Telefónica Studios, la división de producción internacional de cine y series de TV de la compañía de telecomunicaciones española. En los años siguientes alternará mayoritarioamente entre films argentinos y españoles de diversos directores, como Alejandro Amenábar (Regression), Pablo Trapero (El clan y La quietud), Juan José Campanella (Metegol y El cuento de las comadrejas), Santiago Mitre (La patota y La cordillera), Santiago Segura (Torrente 5), Daniela Goggi (Abzurdah y El hilo rojo), Lorena Muñoz (Gilda - no me arrepiento de este amor y El Potro), Pablo Larrain (Neruda), Daniel Burman (El misterio de la felicidad y El rey del Once), Juan Taratuto (La reconstrucción y Papeles en el viento), Alex de la Iglesia (Mi gran noche), Alex Pina (Kamikaze), Fernando González Molina, (Palmeras en la nieve), Javier Ruiz Caldera (Anacleto: Agente secreto), Marcos Carnevale (Corazón de León, El espejo de los otros, Inseparables y No soy tu mami), Daniel Guzmán (A cambio de nada), Nacho G. Velilla (Perdiendo el Norte), Leticia Dolera (Requisitos para ser una persona normal), Carlos Saura (Jota de Saura), Hugh Hudson (Altamira), Juana Macías (Embarazados), Diego Lerman (Una suerte de familia), Lucía Puenzo (Wakolda), Armando Bo (El último Elvis y Animal) y Sebastián Borenzstein (Koblic y La odisea de los giles), entre muchos otros.

### Década de 2020
Desde noviembre de 2019 conduce su propia compañía, Infinity Hill, con sedes en Londres, Los Ángeles y Buenos Aires junto a Cindy Teperman y Phin Glynn. En 2020 Infinity Hill estrena su primera serie de TV, Staged, protagonizada por Michael Sheen y David Tennant y actuaciones especiales de Samuel L. Jackson y Judi Dench debutó en junio en el horario central de la cadena de televisión BBC One en el Reino Unido. Staged fue estrenada en USA por HULU, en Australia por ABC y está disponible en Netflix en UK. La segunda temporada se estrenó a inicios de 2020 con la participación de Christoph Waltz, Ewan McGregor, Ken Jeong, Jim Parsons, Phoebe Waller-Bridge y Cate Blanchett.
En febrero de 2020 la productora firmó un acuerdo de desarrollo de películas por dos años con Viacom International Studios. Bajo ese acuerdo Infinity Hill produjo los films El gerente con Leonardo Sbaraglia y Amor es Amor con Rob Schneider y Vadhir Derbez para Paramount+. El anunció del acuerdo se realizó en el Festival de Cine de Berlín, donde participó en competencia oficial El prófugo, dirigida por Natalia Meta, donde la compañía fue parte del equipo de producción. El prófugo fue la película seleccionada por la Argentina ese año para representar al país en la entrega de los Oscars. El film El gerente, dirigido por Ariel Winograd y protagonizado por Sbaraglia, Carla Peterson, Cecilia Dopazo y Luis Luque se alzó el 20 de junio de 2023 con el León de Oro en Cannes Lions, el principal festival de publicidad del mundo en la categoría “Entertainment” y está inspirado en la historia detrás de la exitosa campaña de Noblex donde la marca prometió devolver el dinero a quien compre un televisor si Argentina no clasificaba al Mundial Rusia 2018. El largometraje fue producido por Paramount, Infinity Hill y Tres Planos Cine. El gerente se estrenó en cines el 20 de octubre de 2022 y su elenco incluyó a Valentín Wein, Marina Bellati, Mónica Raiola, Paprika, Ignacio Saralegui, Martín Piroyansky, Sebastián Almada, Miguel Granados y Marco Antonio Caponi.
También en febrero de 2020 y en el mismo Festival de Berlín donde se hizo público el acuerdo de producción, se anunció la produccción de Amor es amor, una comedia mexicana a rodarse en español dirigida y protagonizada por Rob Schneider con Kuschevatzky como productor. El rodaje, demorado por la pandemia de Covid-19, se produjo dos años más tarde. Amor es amor es también protagonizada por Vadhir Derbez, Paulina Davila, Christian Vázquez y Adal Ramones.
El 6 de agosto de 2020 Netflix lanzó mundialmente Nasha Natasha, un documental sobre el éxito masivo de Natalia Oreiro como estrella del pop en Rusia. La propia Oreiro, el director Martin Sastre y Axel Kuschevatzky fueron los productores del film.
Infinity Hill estrenó el 3 de septiembre de 2022 su producción Argentina, 1985 en la competencia oficial del 79° Festival Internacional de Cine de Venecia. La película, protagonizada por Ricardo Darín y Peter Lanzani, narra el Juicio a las Juntas, donde se juzgo a los comandantes en jefe de la dictadura cívico-militar que gobernó Argentina bajo el nombre "Proceso de Reorganización Nacional". El largometraje ganó en Venecia el Premio FIPRESCI de la Federación Internacional de Críticos y recibió en otros galardones el Globo de Oro a la Mejor Película en Lengua Extranjera, el Premio Goya a la Mejor Película Iberoamericana, el premio del público en el Festival de cine de San Sebastián y el Premio a la Libertad de Expresión del National Board of Review, asociación que también la eligió como una de las cinco mejores películas internacionales de 2022. En 2023 recibió una nominación premio BAFTA como Mejor Flm en lengua extranjera y una nominación al Oscar, Premio de la Academia a la Mejor Película Internacional.
Otro proyecto exhibido por primera vez en 2022 fue el drama británico A Bit of Light, con la ganadora del Oscar Anna Paquin y Ray Winstone y dirigida por Stephen Moyers, que debutó en el festival Raindance ese año.
También estrenó la película La caída, protagonizada por Karla Souza y Hernán Mendoza y dirigida por Lucía Puenzo, con quien ya había colaborado en Wakolda. El largometraje mexicano refleja los abusos en el mundo de la alta competencia deportiva. La Caída ganó los premios a Mejor Película para Televisión o Miniserie y Mejor Actuación Femenina (Karla Souza) en los 51º International Emmy Awards. 
Distribuida por Warner Bros, La extorsion, protagonizada Guillermo Francella y Andrea Frigerio, se estrenó el jueves 6 de abril de 2023 en Argentina y fue una coproducción entre Infinity Hill, 100 Bares, Particular Crowd y Cimarrón Cine.
En mayo de 2023 se anunció el fin de rodaje de la película Matar al Jockey, dirigida por Luis Ortega y protagonizada por Úrsula Corberó, Nahuel Pérez Biscayart, Daniel Giménez Cacho, Mariana Di Girólamo, Daniel Fanego y Roly Serrano. Kuschevatzky es uno de los productores a través de Infinity Hill. Al actor ganador del Oscar Benicio del Toro es acreditado como productor ejecutivo del film. En los Premios Sur 2025 de la Academia de Cine de la Argentina obtuvo un pleno histórico, ganando en las once categorías en las que estaba nominada: Mejor Película, Mejor Dirección (Luis Ortega), Mejor Guion Original (Fabián Casas, Luis Ortega y Rodolfo Palacios), Mejor Actor Protagonista (Nahuel Pérez Biscayart), Mejor Actor de Reparto (Daniel Fanego), Mejor Fotografía (Timo Salminen), Mejor Dirección de Arte (Julia Freid y Germán Naglieri), Mejor Diseño de Vestuario (Beatriz Di Benedetto), Mejor Maquillaje y Peinado (Ángela Garacija), Mejor Música Original (Sune Rose Wagner) y Mejor Sonido (Guido Berenblum, Claus Lynge y Javier Umpiérrez).  En 2024, la película obtuvo el Premio Horizontes Latinos a la Mejor Película en el Festival Internacional de Cine de San Sebastián y fue nominada al Premio Sebastiane. Ese mismo año fue candidata al Premio Ariel a la Mejor Película Iberoamericana y arrasó en los Premios Cóndor de Plata, donde ganó siete galardones —Mejor Película, Dirección (Luis Ortega), Actor (Nahuel Pérez Biscayart), Fotografía (Timo Salminen), Dirección de Arte (Julia Freid y Germán Naglieri), Diseño de Vestuario (Beatriz Di Benedetto) y Música (Sune Rose Wagner)— además de recibir nominaciones en otras siete categorías. También fue nominada al Goya y al Grande Otelo do Cinema Brasileiro como Mejor Película/Largometraje Iberoamericano, y al Premio FIPRESCI a la Mejor Película en Lengua Extranjera en el Festival Internacional de Cine de Palm Springs 2025. En el Festival de Venecia 2024 compitió por el León de Oro y el Queer Lion Award, obteniendo el Premio CinemaSarà (Mención Especial) y el Premio Edipo Re. Completan su palmarés y candidaturas la nominación al Premio José María Forqué a la Mejor Película Latinoamericana y la nominación de Nahuel Pérez Biscayart a Mejor Actor en los Premios VHS 2024. 
El 29 de junio de 2023 fue invitado, junto a otros 397 cineastas como David Byrne, Taylor Swift, Austin Butler y los argentinos Santiago Mitre, Mariano Llinas y Ana Katz a ser miembro de la Academia de cine de Hollywood.
A fines de 2023, su productora estrenó la película Puan, dirigida por María Alché y Benjamín Naishtat, película que fue nominada a los Premios Goya 2024 en la categoría mejor película Iberomaericana. 
La película ha recibido una amplia cantidad de reconocimientos y nominaciones en festivales y premios internacionales. En el 71.º Festival Internacional de Cine de San Sebastián (España) obtuvo en 2024 el premio a la mejor interpretación protagonista y al mejor guion, además de la nominación a mejor película iberoamericana. Fue nominada al Goya a la mejor película latinoamericana y al Ariel de plata a la mejor película latinoamericana, así como al Premio Aurora del Festival Internacional de Cine de Tromsø. En los Premios de la Asociación de Críticos de Cine de la Argentina fue nominada a mejor película, mejor dirección (Benjamín Naishtat y María Alché), mejor actriz de reparto (Alejandra Flechner), mejor guion original, mejor dirección de arte y mejor música, y ganó en las categorías de mejor actor (Marcelo Subiotto), mejor actor de reparto (Leonardo Sbaraglia) y mejor dirección de casting (Mariana Mitre y Katia Szechtman, compartido con Blondi y Alemania).
También fue candidata al Premio Cinema Brasil a la mejor película iberoamericana, al premio a la mejor película argentina en el Festival Internacional de Cine de Mar del Plata, al Knight Marimbas Award del Festival de Cine de Miami, al CineCoPro Award del Festival de Múnich, al premio iberoamericano del Festival Internacional de Palm Springs, al Sydney Film Prize del Festival de Sídney, al premio Mostra Brasil del Festival de São Paulo, al Audience Award del Festival Internacional de Vancouver, al Vienna Film Award de la Viennale, al Premio Lumière a la mejor coproducción internacional, al Dragon Award del Festival de Gotemburgo, y al Jury Award del Festival Internacional de Cine de Bruselas, donde también obtuvo el premio del jurado en la competición internacional.
En el Festival de Cine de Comedia de Montecarlo recibió en 2024 el premio del jurado al mejor actor (Marcelo Subiotto), mientras que en los Premios Martín Fierro (Cine y Series) fue galardonada como mejor película. En los Premios Sur de la Academia de las Artes y Ciencias Cinematográficas de la Argentina ganó en mejor actor (Subiotto), mejor actor de reparto (Sbaraglia) y mejor música original (Santiago Dolan), y fue nominada en mejor película, mejor dirección (Naishtat y Alché), mejor actriz revelación (Camila Peralta) y mejor guion original.
Asimismo, compitió por el Jury Award a la mejor película internacional en el Festival de Cine de Sonoma; en los Premios Platino recibió nominaciones a mejor actor, mejor actor de reparto, mejor actriz de reparto, mejor dirección de arte y al galardón al cine y educación en valores; en los Premios José María Forqué fue candidata a mejor película latinoamericana; y participó en la competencia internacional del Festival de Pune, del Festival Internacional de Cine de Viña del Mar, de ANTOFACINE (Antofagasta), y del Festival de Brasilia. En el Festival de La Roche-sur-Yon ganó el Gran Premio del Jurado en la competencia internacional. 
Fue productor y show-runner de La hija de Dios: Dalma Maradona, una miniserie documental argentina de 2023 dirigida por Lorena Muñoz y protagonizada por Dalma Maradona, estrenada el 26 de octubre de 2023 en HBO Max. La producción, compuesta por tres episodios de aproximadamente 45 minutos cada uno, presenta un relato íntimo y personal sobre la relación entre Dalma y su padre, el futbolista Diego Armando Maradona. A través de material de archivo inédito, recuerdos familiares y testimonios de figuras cercanas como Guillermo Coppola, Sergio Goycochea, Carlos Tévez, Lalo Maradona, Jorge Burruchaga y Fernando Signorini, la serie busca mostrar el lado humano del ídolo, abordando momentos de amor, pasión y dolor que marcaron la vida de ambos.  En 2024, recibió el Premio PRODU al Mejor Programa o Serie Documental Biográfico y el Martín Fierro de Cable al Mejor Documental.
Un movimiento extraño es un cortometraje dramático argentino de 2024. Protagonizado por Laila Maltz como Lucrecia, la historia se desarrolla en Buenos Aires en 2019 y gira en torno a una guardia de seguridad de un museo que, tras intuir un robo y usar un péndulo para "ver el futuro", predice una inminente suba del dólar. Tras perder su empleo, recibe una indemnización que la lleva a conocer a un empleado de una casa de cambio, con quien inicia una peculiar relación romántica. El cortometraje fue dirigido por Francisco Lezama y contó con Axel Kuschevatzky y Lili Fini Zanuck como productores ejecutivos. Fue seleccionado en la sección de cortos del Festival Internacional de Cine de Berlín (Berlinale) 2024, donde tuvo su estreno mundial y obtuvo el Oso de Oro al mejor cortometraje.
Gigantes: Una aventura extraordinaria es una película animada de aventuras argentinos-alemanas estrenada en 2024. Dirigida por Gonzalo Gutiérrez, con guion de Carlos Koktin (conocido por su trabajo en Río 2), la historia sigue a Alfonso, un niño con una gran imaginación que, junto a sus amigos Pancho y Victoria, lucha por proteger su pueblo de una serie de devastadoras tormentas. Producida por Florencia Lemoine (GF Films), Axel Kuschevatzky y Cindy Teperman (Infinity Hill), entre otros, involucró a más de 500 artistas durante cuatro años y fue doblada a más de 20 idiomas.
Fue galardonada con el premio a Mejor Película de Animación en los Vancouver International Movie Awards, obtuvo premios a Mejor Película de Animación y Mejor Sonido en los Children Cinema Awards de los Países Bajos, y fue nominada como Mejor Película en el Festival Internacional de Cine Infantil de Beijing. Además, compitió en diversos festivales internacionales, incluyendo certámenes en Estados Unidos, Países Bajos, Portugal y Bulgaria.
El aroma del pasto recién cortado es una película de drama romántico de 2024 dirigida por Celina Murga, coescrita junto a Juan Villegas y Lucía Osorio. Está protagonizada por Joaquín Furriel como Pablo y Marina de Tavira como Natalia, y es una coproducción entre Argentina, Estados Unidos, México, Uruguay y Alemania. La trama presenta dos historias paralelas: Pablo, profesor universitario casado con dos hijos, inicia una relación con una estudiante; Natalia, profesora casada con dos hijas, mantiene un vínculo con un alumno. La estructura contrapone ambas situaciones y plantea cuestiones sobre las relaciones y los roles de género. Martin Scorsese participó como productor ejecutivo, a partir de una colaboración con Murga que comenzó en el programa Rolex Mentor and Protégé. Axel Kuschevatzky fue productor a través de Infinity Hill.  La película se estrenó el 8 de junio de 2024 en el Festival de Cine de Tribeca, donde recibió el premio al Mejor Guion en la competencia internacional.  También fue reconocida en otros festivales, entre ellos San Sebastián y Biarritz, donde obtuvo el Premio del Jurado en 2024.

## Filmografía

### Cine
Intérprete
- 2000: Ceibo y taba de Santiago Calori
- 1997: Graciadió de Raúl Perrone
- 2013: Metegol de Juan José Campanella

Guionista
- 2013: Metegol (guionista)

Producción
- 2009: El secreto de sus ojos (productor asociado)
- 2009: Las viudas de los jueves (productor asociado)
- 2010: Sin retorno (productor asociado)
- 2010: Plumíferos - Aventuras voladoras (productor asociado)
- 2010: Fase 7 (productor asociado)
- 2011: Mi primera boda (productor)
- 2011: Un cuento chino (productor)
- 2012: La suerte en tus manos (coproductor)
- 2012: Todos tenemos un plan (productor asociado)
- 2012: El último Elvis (productor asociado)
- 2012: Atraco (productor delegado)
- 2013: Tesis sobre un homicidio (productor asociado)
- 2013: Séptimo (productor)
- 2013: La reconstrucción (productor)
- 2013: A Night in Old Mexico (productor ejecutivo)
- 2013: Grand Piano (productor ejecutivo)
- 2013: Corazón de León (productor)
- 2013: Metegol (productor asociado y argumento)
- 2013: Wakolda (productor)
- 2014: Relatos salvajes (coproductor)
- 2014; El ardor (productor ejecutivo)
- 2014: Torrente 5 (productor ejecutivo)
- 2014: Betibú (coproductor)
- 2014: Kamikaze (productor ejecutivo)
- 2014: The Games Maker (productor ejecutivo)
- 2014: El misterio de la felicidad (coproductor)
- 2015: Papeles en el viento (productor)
- 2015: Regression (productor ejecutivo)
- 2015: El Clan (productor ejecutivo)
- 2015: Palmeras en la nieve (productor ejecutivo)
- 2015: Anacleto: Agente secreto (coproductor)
- 2015: Truman (coproductor)
- 2015: Mi gran noche (productor ejecutivo)
- 2015: El espejo de los otros (coproductor)
- 2015: Atrapa la bandera (productor ejecutivo)
- 2015: Extinction (productor ejecutivo)
- 2015: La patota (productor)
- 2015: Abzurdah (productor)
- 2015: A cambio de nada (productor ejecutivo)
- 2015: Perdiendo el Norte (productor ejecutivo)
- 2015: Papeles en el viento (productor)
- 2015: Requisitos para ser una persona normal (productor)
- 2015: El desafio (productor)
- 2016: Jota de Saura (productor)
- 2016: Hipersomnia (productor)
- 2016: El hombre de las mil caras (productor delegado)
- 2016: Gilda, no me arrepiento de este amor (productor)
- 2016: Inseparables (coproductor)
- 2016: El hilo rojo (productor)
- 2016: Neruda (productor)
- 2016: Toro (productor)
- 2016: Al final del túnel (productor)
- 2016: Koblic (productor)
- 2016: Altamira (productor)
- 2016: Cien años de perdón (productor)
- 2016: El rey del Once (coproductor)
- 2016: Embarazados (productor ejecutivo)
- 2017: Una suerte de familia (coproductor)
- 2017: Sólo se vive una vez (productor)
- 2017: Tadeo Jones 2: El secreto del Rey Midas (productor ejecutivo)
- 2017: La cordillera (productor)
- 2017: Los padecientes (productor)
- 2017: Orbita 9 (productor ejecutivo)
- 2017: Casi leyendas (productor)
- 2017: Nieve negra (productor)
- 2018: Oro (productor)
- 2018: Animal (productor)
- 2018: Las grietas de Jara (productor)
- 2018: El Ángel (productor)
- 2018: Re loca (productor)
- 2018: La quietud (productor)
- 2018: El Potro, lo mejor del amor (productor)
- 2018: Acusada (productor)
- 2018: Perdida (productor)
- 2019: El cuento de las comadrejas (productor)
- 2019: 4x4 (productor)
- 2019: La odisea de los giles (productor asociado)
- 2019: No soy tu mami (productor)
- 2020: El robo del siglo (productor)
- 2020: Nasha Natasha (productor)
- 2021: El prófugo (coproductor)
- 2022: Granizo (productor)
- 2022: La Caída (productor)
- 2022: Argentina, 1985 (productor)
- 2022: El gerente (productor)
- 2022: A Bit of Light (productor)
- 2023: La extorsión (productor)
- 2023: Amor es amor (productor)
- 2023: El rapto (productor)
- 2023: El aroma del pasto recién cortado (productor)
- 2023: Puán (coproductor)
- 2024: Matar al jockey (productor)
- 2024: A Bit of Light (productor)
- 2024: Un movimiento extraño (productor ejecutivo)
- 2024: Gigantes (productor ejecutivo)
- 2025: Glenrothan (productor ejecutivo)
- 2025: & Sons (productor)

Doblaje
- 2010: Mi villano favorito - Sr. Perkins (Doblaje latino)
- 2012: El Lórax: en busca de la trúfula perdida - O'Hare (Doblaje latino)
- 2022: Minions: nace un villano - Sr. Perkins (Doblaje latino)
- 2023: El Gato con Botas: el último deseo - Papá oso (Doblaje latino)

### Productor de televisión
- 1997-1999: Alucine (América TV) (productor ejecutivo – no acreditado).
- 2003: Factor miedo (Telefe) (productor ejecutivo).
- 2020-2023: Staged (BBC One) (productor ejecutivo) (Temporadas 1, 2 y 3).
- 2023: 2023: La hija de Dios: Dalma Maradona (HBO max) (productor)

### Guionista de televisión
- 2004-2005: La niñera
- 2005: Casados con hijos

### Obras teatrales
- 2023: Casados con hijos (coautor junto a Diego Alarcón)